# Krambambuli (Erzählung)
Krambambuli ist eine Erzählung von Marie von Ebner-Eschenbach, die erstmals in ihrem Zyklus Dorf- und Schlossgeschichten (1883) veröffentlicht wurde.

## Inhaltsangabe
In einem Wirtshaus trifft der Jäger Hopp einen Landstreicher, genannt der Gelbe, der seinen Hund bei sich hat. Jäger Hopp empfindet große Zuneigung wie noch bei keinem anderen Hund. Deshalb tauscht er mit dem Gelben zwölf Flaschen Krambambuli gegen den Hund, den Jäger Hopp von nun an Krambambuli ruft.
Der Hund sträubt sich sowohl mit dem Jäger mitzugehen als auch ihm zu gehorchen, und erst nach zweimonatiger brutaler Unterwerfung wird der Hund zu einem treuen Freund und Hüter des Jägers Hopp. Die beiden hängen sehr aneinander.
Eines Tages kommt die Gräfin und verlangt von Hopp, seinen Krambambuli als Geburtstagsgeschenk für ihren Gatten herzugeben. Der Jäger übergibt Krambambuli der Gräfin nur unter der Auflage, dass er ihn zurückbekommt, wenn es dem Grafen nicht gelingt, den Hund zu füttern und ihn für sich zu gewinnen. Wenig später darf Hopp seinen – mittlerweile heruntergekommenen – Hund abholen, da dieser tatsächlich jedes Futter verschmähte und jeden Menschen biss, der sich ihm näherte.
Zur selben Zeit treibt sich eine Bande von Wildschützen in der Gegend umher. Das Forstpersonal greift daher härter durch. So verprügelt der Oberförster eine Gruppe von Frauen, als er diese beim Pflücken von Lindenblütenzweigen erwischt, und stürzt eine Gruppe Buben aus großer Höhe aus dem Baum, was schwere Verletzungen zur Folge hat. Wie sich herausstellt, ist eine dieser Frauen die Geliebte des Gelben. Dieser übt am Oberförster Rache und bringt ihn um. Jäger Hopp findet den Oberförster tot auf. Dieser ist mit Lindenblüten verziert. Außerdem liegt dort ein vom Mörder gegen das Gewehr des Oberförsters ausgetauschter alter Schießprügel.
Einige Tage später laufen sich der Gelbe und Jäger Hopp über den Weg. Beide sind bewaffnet; der Gelbe mit dem Hinterlader des Oberförsters, welcher ihn als Täter ausweist. Hopp weist Krambambuli an, den Gelben zu fassen, doch der Hund ist zwischen seinem alten und seinem neuen Herrn hin- und hergerissen. Letztendlich entscheidet er sich für seinen alten Herrn, und Hopp erschießt den Wildschützen. Vor lauter Zorn will Hopp auch den Hund töten, doch er bringt es nicht übers Herz und lässt ihn bei der Leiche zurück.
Krambambuli streunt nun herrenlos und hungernd umher. Er sehnt sich nach seinem Herrn, ist sich aber seines Verrats bewusst und traut sich nicht zu ihm nach Hause. So streunt er in der Nähe des Forsthauses herum und verelendet immer mehr, da er keine Nahrung findet. Er bettelt im Dorf erfolglos um Essen und magert immer mehr ab. Nach einiger Zeit sehnt sich Jäger Hopp so sehr nach seinem Hund, dass er sich auf die Suche nach ihm macht. Als er eines Morgens vor die Haustüre tritt, stolpert er über den verendeten Hund; dieser hatte sich mit seiner letzten Kraft vor die Tür seines Herrn geschleppt, aber nicht gewagt, sich bemerkbar zu machen. So ist Krambambuli schließlich vor der Tür an Hunger und Entkräftung gestorben. Hopp wird den Verlust nie verschmerzen.

## Hintergrund
Die Erzählung geht auf eine wahre Begebenheit zurück: Der Bruder von Marie von Ebner-Eschenbach rettete einem Hund das Leben, als dessen Besitzer ihn totschlagen wollte. Am Anfang gelang es dem Hund nur schwer, seinen Retter als neuen Herrn zu akzeptieren, und er versuchte ständig auszureißen. Als sich der vorherige Besitzer wieder einmal in der Gegend aufhielt, witterte der Hund ihn und folgte seinem alten Herrn.

## Interpretation
Krambambuli wird mehrmals vor die Entscheidung gestellt, einen neuen Herrn zu akzeptieren:
1. Als Jäger Hopp sein neuer Herr wird, ist Krambambuli seinem alten so treu, dass man ihn zuerst gar nicht von ihm trennen kann, und erst mit viel Liebe und einer strengen Erziehung nimmt Krambambuli Jäger Hopp als seinen neuen Herrn an. Die Beziehung zwischen Jäger Hopp und seinem Hund wird dadurch charakterisiert, dass er mit dem Hund sprechen kann. Er ist mit ihm so sehr verbunden, dass er ihn versteht.
2. Als er zum Grafen muss, verhält sich Krambambuli genauso wie beim ersten Mal – er will fliehen, weil er seinem alten Herrn so treu ist. Nur weil der Graf keine Geduld mit dem Hund hat, kommt er schließlich zu seinem früheren Herrn zurück.
3. Als er sich zwischen seinem ersten Herrn, dem Gelben, und Jäger Hopp entscheiden muss, entscheidet sich Krambambuli für denjenigen, dem er zuerst treu war, seinen ersten Herrn.

Jäger Hopp ist zunächst von Krambambuli enttäuscht, merkt aber bald, dass sich konsequente Zuwendung auszahlt. Am Ende geht Krambambuli daran zugrunde, dass er herrenlos ist und sich niemand um ihn kümmert. Jäger Hopp kennt und schätzt die Treue des Hundes und will ihn suchen gehen, doch da ist es schon zu spät.
Dem Hund ist es nicht wichtig, was für einen Charakter sein Herr hat und ob dieser ein Wildschütze und Mörder ist, der ihn für Schnaps verkauft. Marie von Ebner-Eschenbach formulierte es so: „Die Treue ist etwas so Heiliges, dass sie sogar einem unrechtmäßigen Verhältnisse Weihe verleiht.“ Bei uns Menschen ist das genauso: Ein Kind liebt seine Eltern, auch wenn sie es schlecht behandeln. Vater bleibt Vater, Mutter bleibt Mutter. Wenn die Mutter stirbt, kann auch die einfühlsamste Stiefmutter nicht leicht eine ähnliche Beziehung zum Kind aufbauen. Dieses Thema hat einen biographischen Hintergrund. Marie von Ebner-Eschenbach verlor ihre leibliche Mutter und später auch ihre erste Stiefmutter.

## Aktuelle Ausgaben
- Krambambuli. Die Geschichte eines Hundes. Mit Illustrationen von Lucie Müllerová, Vitalis, Prag 2020, ISBN 978-3-89919-792-1
- Krambambuli und andere Erzählungen, Reclam, Stuttgart 2017, ISBN 978-3-15-007887-7

## Verfilmungen
Die Erzählung wurde mehrmals verfilmt:
- Krambambuli (1940) unter der Regie von Karl Köstlin mit Rudolf Prack in der Hauptrolle
- Heimatland (1955) unter der Regie von Franz Antel mit Rudolf Prack, Adrian Hoven, Marianne Hold und anderen
- Ruf der Wälder (1965) unter der Regie von Franz Antel mit Johanna Matz, Terence Hill, Hans-Jürgen Bäumler und anderen
- Sie nannten ihn Krambambuli (1972) unter der Regie von Franz Antel mit Michael Schanze, Fritz Wepper, Rudolf Prack und anderen
- Krambambuli (1998) unter der Regie von Xaver Schwarzenberger mit Tobias Moretti, Gabriel Barylli, Christine Neubauer, Nina Franoszek und anderen